# ادموند (ویسکانسین)
ادموند (به انگلیسی: Edmund) یک منطقهٔ مسکونی در ایالات متحده آمریکا است که در شهرستان آیووا، ویسکانسین واقع شده‌است. ادموند ۱۷۳ نفر جمعیت دارد و ۳۶۶٫۹۸ متر بالاتر از سطح دریا واقع شده‌است.